# Kilo Meter VIII
Kilo Meter VIII is een bestuurslaag in het regentschap Aceh Utara van de provincie Atjeh, Indonesië. Kilo Meter VIII telt 660 inwoners (volkstelling 2010).